# Ferdinand Botsy
Ferdinand Botsy OFMCap (* 13. Juni 1940 in Nosy Be; † 30. April 2025 in Genua, Italien) war ein madagassischer Ordensgeistlicher und römisch-katholischer Bischof von Ambanja.

## Leben
Ferdinand Botsy trat der Ordensgemeinschaft der Kapuziner bei und empfing ihn am 9. März 1969 das Sakrament der Priesterweihe. 
Papst Paul VI. ernannte ihn am 8. Juli 1976 zum Bischof von Ambanja. Der Erzbischof von Tananarive, Victor Kardinal Razafimahatratra SJ, spendete ihm am 3. Oktober desselben Jahres die Bischofsweihe; Mitkonsekratoren waren Albert Joseph Tsiahoana, Erzbischof von Diégo-Suarez, und Jérôme Razafindrazaka, Bischof von Tamatave. 
Am 25. Oktober 1997 nahm Papst Johannes Paul II. seinen vorzeitigen Rücktritt an. Ende April 2025 starb Ferdinand Botsy im Alter von 84 Jahren in Genua.

## Einzelnachweis
1. 1 2  Lutti nell’episcopato. In: osservatoreromano.va. 2. Mai 2025, abgerufen am 2. Mai 2025 (italienisch).

| Vorgänger                   | Amt                           | Nachfolger                     |
| --------------------------- | ----------------------------- | ------------------------------ |
| Léon-Adolphe Messmer OFMCap | Bischof von Ambanja 1976–1997 | Odon Marie Arsène Razanakolona |

| Personendaten    | Personendaten                                                              |
| ---------------- | -------------------------------------------------------------------------- |
| NAME             | Botsy, Ferdinand                                                           |
| KURZBESCHREIBUNG | madagassischer Ordensgeistlicher, römisch-katholischer Bischof von Ambanja |
| GEBURTSDATUM     | 13. Juni 1940                                                              |
| GEBURTSORT       | Nosy Be, Madagaskar                                                        |
| STERBEDATUM      | 30. April 2025                                                             |
| STERBEORT        | Genua, Italien                                                             |